# بيوي غربي
بيوي غربي (الاسم العلمي:Contopus sordidulus) (بالإنجليزية: Western Wood-pewee)‏ هو نوع من الطيور يتبع جنس البيوي من فصيلة عصافير الملك.